# Helen Casey
Helen Casey (ur. 6 lutego 1974 w Stockport) – brytyjska wioślarka.

## Osiągnięcia
- Mistrzostwa Świata – Zagrzeb 2000 – czwórka podwójna wagi lekkiej – 5. miejsce[1].
- Mistrzostwa Świata – Lucerna 2001 – dwójka podwójna wagi lekkiej – 6. miejsce[1].
- Mistrzostwa Świata – Sewilla 2002 – dwójka podwójna wagi lekkiej – 3. miejsce[1].
- Mistrzostwa Świata – Mediolan 2003 – dwójka podwójna wagi lekkiej – 7. miejsce[1].
- Igrzyska Olimpijskie – Ateny 2004 – dwójka podwójna wagi lekkiej – 9. miejsce[1].
- Mistrzostwa Świata – Gifu 2005 – dwójka podwójna wagi lekkiej – 8. miejsce[1].
- Mistrzostwa Świata – Eton 2006 – dwójka podwójna wagi lekkiej – 5. miejsce[1].
- Mistrzostwa Świata – Monachium 2007 – dwójka podwójna wagi lekkiej – 8. miejsce[1].
- Igrzyska Olimpijskie – Pekin 2008 – dwójka podwójna wagi lekkiej – 11. miejsce[1].